# In Too Deep (canción de Genesis)
«In Too Deep» (en castellano: "Demasiado Profundo") es una canción del álbum Invisible Touch del grupo británico Genesis, Fue lanzado como el segundo sencillo del LP en el Reino Unido y el quinto sencillo en Estados Unidos en 1986, llegando a alcanzar el puesto 3 en Estados Unidos, en 1987 mientras que alcanzó el puesto 19 en el Reino Unido.
El lado B de este sencillo era la canción instrumental "Do The Neurotic" en la edición inglesa y "I'd Rather Be You" en las ediciones internacionales. Estas dos canciones pertenecen a las sesiones de grabación del álbum pero no formaron parte del mismo.
El video promocional de la canción muestra a los tres integrantes del grupo tocando en un escenario con plataformas. Tony Banks toca un piano de cola, aunque en la grabación utiliza sintetizadores, mientras que Mike Rutherford toca una guitarra clásica, aunque la grabación utiliza una eléctrica y Phil Collins canta. Fue interpretada de forma regular en la gira de 1986-87, posterior al lanzamiento del álbum pero fue descartada para la siguiente gira en 1992. Una grabación de esta canción en vivo puede encontrarse en el álbum The Way We Walk, Volume One: The Shorts.
En una entrevista del 2007 en el sitio web de Genesis, Tony Banks y Mike Rutherford resaltaron que "In Too Deep" podría formar parte del repertorio de canciones en los conciertos de Norteamérica durante la gira "Turn It On Again" de ese mismo año. No fue interpretada durante los conciertos por Europa, pero se había planeado que reemplazara a Ripples, ya que "In Too Deep" fue un éxito mayor en América que en Europa. De todas formas, el repertorio de canciones no fue modificado, y la canción no fue interpretada durante esta gira.

## Posicionamiento en listas
| Listas (1986-1987)                    | Máxima posición |
| ------------------------------------- | --------------- |
| Alemania (Offizielle Deutsche Charts) | 55              |
| Australia (Kent Music Report)         | 17              |
| Canadá (RPM Top Singles)              | 15              |
| Estados Unidos (Billboard Hot 100)    | 3               |
| Estados Unidos (Adult Contemporary)   | 1               |
| Estados Unidos (Mainstream Rock)      | 25              |
| Europa (European Hot 100 Singles)     | 30              |
| Irlanda (IRMA)                        | 12              |
| Nueva Zelanda (Recorded Music NZ)     | 30              |
| Reino Unido (UK Singles Chart)        | 19              |

## Personal
- Phil Collins- voz, batería, percusión
- Tony Banks - teclados
- Mike Rutherford - guitarra eléctrica, bajo

## Otras versiones
1. "In Too Deep" fue interpretada como un cover en el programa orientada a los niños, "Kids Incorporated"; donde se la cambiaron las letras de la canción por un amigo en lugar de un amante.
2. También formó parte de la banda de sonido de la película Mona Lisa de 1986, interpretada por el actor británico Bob Hoskins entre otros.